# Ratel (gereedschap)

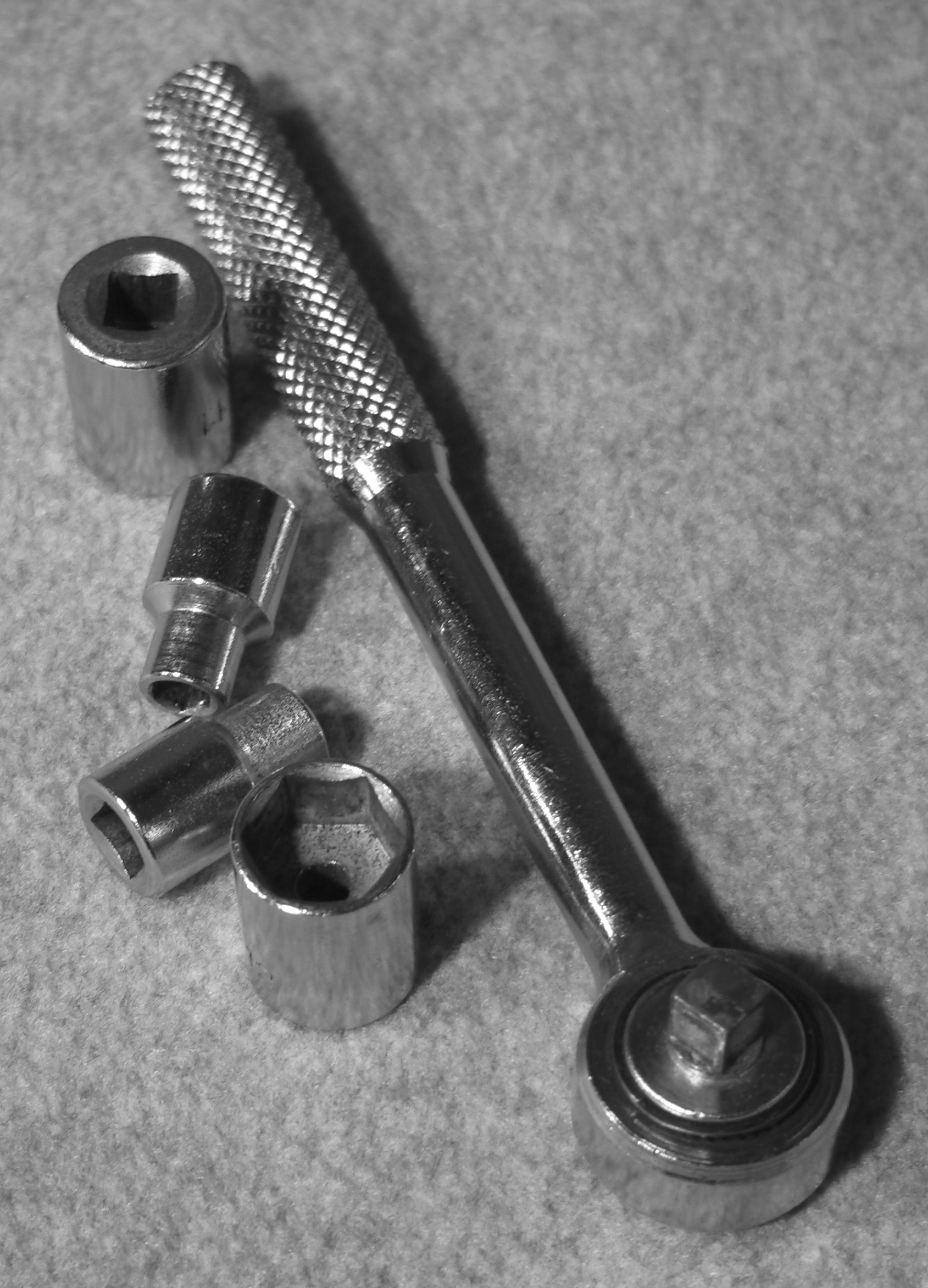
Ratel met doppen

Een ratel is een stuk gereedschap waarvan de werking wordt bepaald door het ratelmechanisme. Een bekend voorbeeld is een ratel voor dopsleutels, waarmee moeren vast- en losgedraaid worden door de ratel heen en weer te bewegen. De ratel kan linksom, rechtsom of helemaal vastgezet worden.
Een tapkrukje met ratel kan gebruikt worden om bij weinig ruimte toch een tap te draaien.
Ook een pompschroevendraaier heeft een ratelmechanisme. Deze schroevendraaier wordt tegenwoordig meestal vervangen door elektrische schroevendraaiers of elektrische boormachines met schroefbits.

Werkingsmechanisme van de ratel